# フィブリン分解産物
フィブリン分解産物（ふぃぶりんぶんかいさんぶつ、Fibrin degradation products: FDP）は、血栓(clot)の変性によって生じる血液中の成分である。あらゆる血栓症のマーカーとして臨床血液検査で測定される。フィブリノゲンからも生成されることからフィブリン/フィブリノゲン分解産物(Fibrin/fibrinogen degradation products)とも、フィブリン分裂物(fibrin split products)とも呼ばれることがある。

## 概要
傷口での血栓形成は、凝固(coagulation)とも呼ばれ、フィブリン網と呼ばれるフィブリン糸の塊を作り出し、傷が治るまでその場にとどまる。傷が治るにつれて、凝固は緩やかになる。やがて血栓はプラスミンによって分解され、溶解される。血栓とフィブリン網が溶けると、タンパク質の断片が体内に放出される。この断片がフィブリン分解産物、FDPである。血栓を溶かすことができない場合、FDPの血中濃度が異常に高くなっている可能性がある。FDPの最も有名な亜型はDダイマーである。
これらFDPの血中濃度は、あらゆる血栓イベント(脳梗塞、心筋梗塞など)の後に上昇する。
フィブリン/フィブリノゲン分解産物の検査は、播種性血管内凝固の診断に一般的に用いられている。
FDPは大部分がフィブリノゲンよりもフィブリンから生成される。

## 腫瘍マーカー
AMDL-ELISA DR-70（FDP）と呼ばれる腫瘍マーカーは、現在商品名Onko-Sureとして、2008年7月1日に米国食品医薬品局により体外診断用としてのみ承認され、癌胎児性抗原(CEA)値が低い場合には、CEAよりも50%有効な大腸がんのモニタリング用の定期検査が可能となった。Onko-Sureは、肺がん、乳がん、胃がん、肝臓がん、直腸がん、卵巣がん、食道がん、子宮頸がん、絨毛がん、甲状腺がん、悪性リンパ腫、膵臓がんなども検出することができる。